# Batalha de Yongju
A Batalha de Yongyu (영유永柔 전투), também conhecida como Batalha do Pomar de Maçãs ou Batalha de Yongju pelos australianos que lutaram nela, ocorreu entre 21 e 22 de outubro de 1950 durante a ofensiva do Comando das Nações Unidas (UNC) na Coreia do Norte contra o Exército do Povo Coreano (KPA), com 2,5 mil solados, que invadiu a Coreia do Sul durante a Guerra da Coréia. A batalha foi travada entre o 3º Batalhão, Regimento Real Australiano (3 RAR) da 27ª Brigada da Comunidade Britânica e o 239º Regimento do KPA que possuíam 3 mil solados.
Em 20 de outubro, a 187ª Equipe de Combate Regimental Aerotransportado dos EUA (187 RCT) realizou um ataque de paraquedas em Sukchon e Sunchon, cerca de 40 quilômetros (25 milhas) ao norte de Pyongyang, com o objetivo de cortar as forças do KPA que recuavam antes do avanço geral do Oitavo Exército dos EUA do sul, capturando importantes funcionários do governo norte-coreano que evacuavam Pyongyang. e libertar prisioneiros de guerra americanos (POWs) sendo retirados de Pyongyang. Em 21 de outubro, duas equipes de combate do 187º Regimento de Infantaria Aerotransportado (187 ABN) partiram para o sul em um reconhecimento em força para limpar a rodovia e a linha ferroviária Sukchon-Yongyu e estabelecer contato com a 27ª Brigada da Comunidade Britânica que liderava o avanço do Oitavo Exército para o norte de Pyongyang. O 187 ABN foi atacado pelo 239º Regimento do KPA nas proximidades de Yongyu. Como resultado da operação aerotransportada dos EUA, o 239º Regimento do KPA se viu preso entre o avanço do Oitavo Exército e o ataque do 187º ABN em sua retaguarda. O 239º Regimento do KPA tentou uma fuga para o norte logo após a meia-noite de 21 a 22 de outubro. Enfrentando ataques determinados, os paraquedistas americanos em Yongyu solicitaram assistência blindada da 27ª Brigada da Comunidade Britânica na estrada Pyongyang-Sukchon, ao sul de Yongyu.
A 27ª Brigada da Comunidade Britânica partiu de Pyongyang ao meio-dia de 21 de outubro, rumou para o norte na rodovia Sukchon, com a tarefa de chegar ao rio Chongchon. O 1º Batalhão, Regimento das Terras Altas de Argyll e Sutherland (1 ASHR), liderando o avanço da brigada, subiu a rodovia até ser alvejado pelo KPA nas colinas ao sul de Yongyu. Ao cair da noite, as colinas foram limpas pelos Highlanders e a brigada parou durante a noite. Os britânicos podiam ouvir os sons de uma batalha pesada ocorrendo ao norte. 3 RAR foi instruído a assumir a liderança quando a brigada saiu na manhã seguinte. A Companhia C, 3 RAR, foi selecionada para liderar o avanço australiano. A Companhia C, com elementos montados em tanques americanos e o resto da companhia seguindo em transporte motorizado, deveria passar por Yongyu o mais rápido possível e efetuar um alívio dos 187 defensores da ABN ao norte. Ao amanhecer de 22 de outubro, 1º ASHR e o 1º Batalhão do Regimento Middlesex (1 MR) avançaram para Yongyu para limpar a cidade de KPA. 3 RAR, com a Companhia C no ponto, passou por 1 ASHR e 1 MR e passou por Yongyu, seguindo para o norte na estrada Yongyu-Suchhon.
A Companhia C, 3 RAR, foi atacada por uma força de retaguarda do 239º Regimento do KPA entrincheirada em um pomar de maçãs na encosta ao norte de Yongyu e contra-atacou agressivamente fora da linha de marcha para o pomar, derrotando o KPA do terreno elevado. O 239º Regimento do KPA, agora em terreno aberto entre 3 RAR e 187 ABN, foi forçado a se retirar para o oeste com pesadas baixas. 3 RAR então substituiu os pára-quedistas americanos em suas posições defensivas. Ao meio-dia, após três horas de luta, a batalha havia terminado. Muitos soldados do KPA que não conseguiram escapar esconderam ou fingiram morte até serem capturados ou mortos. Com a ligação concluída, a 27ª Brigada da Comunidade Britânica substituiu 187 RCT em Sukchon e passou para a continuação de sua viagem ao rio Chongchon. Os australianos se destacaram em sua primeira grande batalha na Guerra da Coréia, e o batalhão foi posteriormente elogiado por seu desempenho.